# 브루노 벤투리니
브루노 벤투리니(이탈리아어: Bruno Venturini ˈbruːno ventuˈriːni[*]; 1911년 9월 26일, 토스카나 주 카라라 ~ 1991년 3월 7일, 풀리아 주 레체)는 이탈리아의 전 축구 선수로, 현역 시절 골키퍼로 활약했으며, 베를린에서 열린 1936년 하계 올림픽에서 이탈리아 선수단 일원으로 참가해 금메달을 목에 걸었다.

## 경력
카라라 출신인 벤투리니는 인근 카라레세에서 골키퍼로 축구를 시작했다. 그는 이후 세리에 A의 피오렌티나, 삼피에르다레네세, 그리고 리구리아에서 활약했다. 그는 세리에 B의 스페치아에서도 활약했다. 벤투리니는 이탈리아 올림픽 국가대표팀으로도 차출되어 1936년 하계 올림픽 축구에서 금메달을 목에 걸기도 했다.

## 최후
벤투리니는 1991년 3월 7일, 레체에서 향년 79세로 영면에 들었다.

## 수상

### 국가대표팀
이탈리아
- 올림픽 금메달: 1936